# Олена Баварська
Оле́на-Каролі́на-Тере́за Бава́рська (нім. Helene Caroline Therese in Bayern), на прізвисько Нене (нім. Néné); 4 квітня 1834 — 16 травня 1890) — баварська принцеса з династії Віттельсбахів. Донька герцога Баварського Максиміліана та його дружини Людовіки. Дружина спадкового принца Турн-унд-Таксіс Максиміліана Антона Ламорала.

## Біографія

### Дитинство та юність
Олена народилась 4 квітня 1834 року у палаці герцога Макса у Мюнхені. Вона була першою донькою та третьою дитиною в родині герцога Баварського Максиміліана та його дружини Людовіки. Своє ім'я Олена отримала на честь святої Олени, Кароліна — на честь бабусі, Тереза — на честь королеви Баварії. Мала старшого брата Людвига. Ще один брат помер до її народження. За наступні п'ятнадцять років в Олени з'явилося ще шестеро братів та сестер.

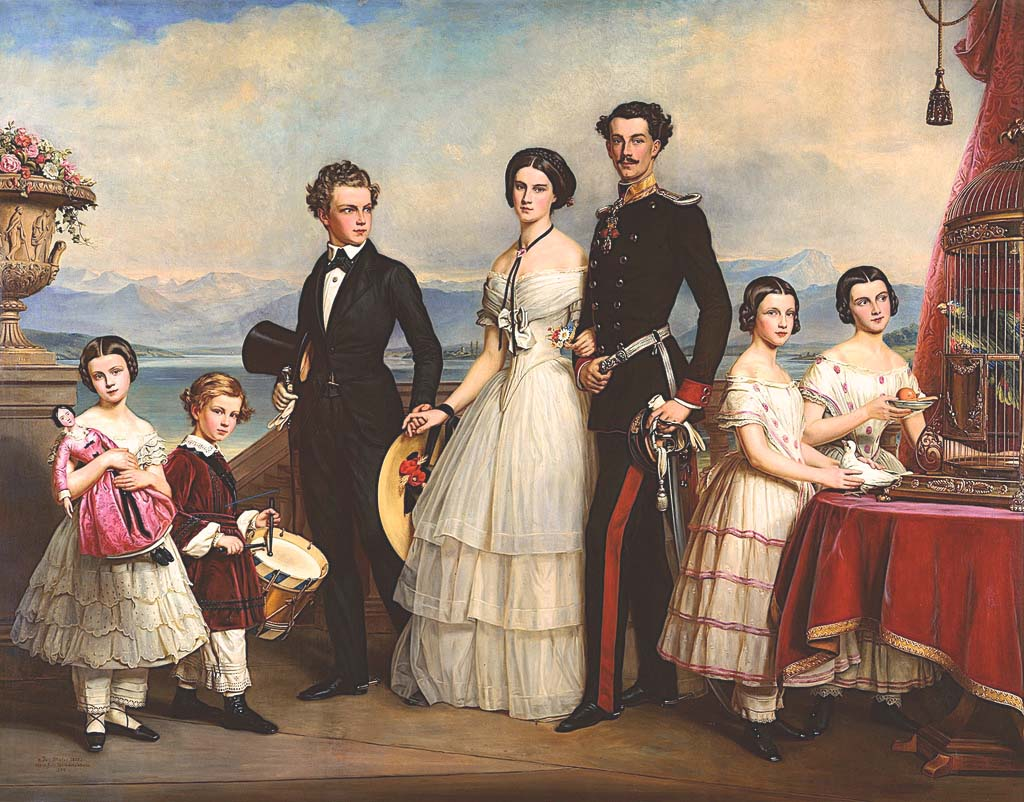
Олена з братами та сестрами бл. 1854

Батьки походили з різних гілок роду Віттельсбахів, при чому татусь — з тієї, що не грала ніякої ролі в політиці та суспільному житті країни. Тож мати, з одного боку, була розчарована шлюбом із людиною нижче себе по рангу, а з іншого — раділа можливості вести скромне, приватне життя.
Однак, дитинство у дітей було щасливим. Літо вони проводили у маєтку Поссенгофен, який батько купив, коли народилась Олена, зиму —у палаці герцога Макса в Мюнхені.
1848, внаслідок революційних подій, королем Баварії замість Людвіга I, зведеного брата Людовіки, став його син Максиміліан II. У тому ж році він із тіткою Софією був у Тегернзеє, куди приїхала і Людовіка з дітьми. Олена відразу сподобалася Софії. Дівчинка здалася їй розумною, вишуканою та обізнаною в етикеті. Ерцгерцогиня вирішила, що вона може стати парою одному з її синів, проте висловила побажання щодо здобуття найкращої освіти майбутньою невісткою.
Відразу були винайняті вчителі з французької мови, історії та верхової їзди, оскільки старший син Софії полюбляв їздити верхи. Разом із Оленою цих наук навчалася і її молодша сестра Єлизавета, яка швидко переганяла Олену в результатах.
В юності старша принцеса була найкрасивішою з доньок герцога. Вона мала високу струнку фігуру, класичні риси обличчя, темне волосся та світлу шкіру.

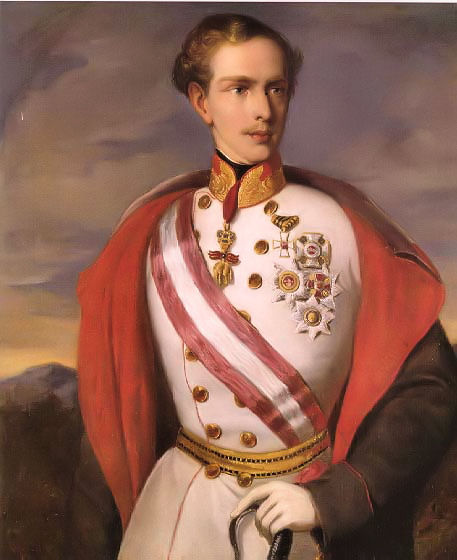
Франц Йосиф I

### Спроба заручин
1853-го Софія покликала Олену з батьками до Ішлю, ближче познайомитися із її сином, що вже п'ять років був імператором Австрійської імперії. Приводом став його день народження. Максиміліан їхати відмовився, Людовіка відбула сама із Оленою та Єлизаветою, що забажала супроводжувати їх. Цьому передували тривалі збори. Імператору мали представити майбутню наречену у найпривабливішому вигляді. Були викликані перукарі, кравці та модистки. Манери та поведінку Олени розглянули та обговорили в сімейному колі, перевірили засвоєння навчальної програми, вправність у танцях та верховій їзді. Дівчина була схвильована і напружена, що посилювалось уродженою сором'язливістю. Мати теж весь час нервувала, і її стан передавався доньці.
16 серпня родина прибула до Ішля, де і відбулася перша за п'ять років зустріч двох родин. Імператора супроводжував його молодший брат Карл Людвиг, що тривалий час листувався з Єлизаветою. Він помітив взаємну симпатію між нею і Францем Йозефом, про що і повідомив матері. Софія благала сина не поспішати з вибором, але 18 серпня, на свій день народження, імператор двічі запрошував танцювати котільйон саме Єлизавету, що в той час вважалось чи не пропозицією руки та серця. Ерцгерцогиня була трохи розчарована, оскільки вважала Олену більш підходящою кандидатурою на роль імператриці, проте принципової різниці для неї не було, так як обидві сестри походили з підходящої родини і були католичками. На прощання вона подарувала старшій принцесі прикрасу: хрест із діамантами та бірюзою.
Людовіка раділа за молодшу доньку, проте переживала за Олену. Нене, на відміну від братів та сестер, у вільний час щоденно читала молитви. Була досить релігійною, піклувалася про хворих, і стала відомою своїм милосердям. Мати хвилювалася, що вона може піти в монастир. Проте, окрім релігії та благодійності, Олена цікавилася і живописом. Лише за два роки прийшла наступна пропозиція. Проте, оскільки вона йшла від родини Бонапартів та за допомогою посередника, її також було відхилено.
Лише у 1858 році з'явився справжній претендент на руку принцеси Олени, якій вже виповнилося 23 роки. Ним став старший син князя Турн-унд-Таксіс Максиміліан Антон Ламорал. Його родина була можновладною та заможною. Сім'я Турн-унд-Таксіс володіла численними маєтками у Чехії, Верхньому Пфальці, Хорватії, Польщі, Угорщині та Бельгії. 26-річний принц Максиміліан вивчав право та економіку в різних університетах, був відомим серед друзів поетом та музикантом. Із батьком Олени він зустрівся на полюванні, після якого був запрошений на обід до Посенгофена. Того Максиміліан Антон тривалий час розмовляв з Оленою, а потім почав часто навідувати її вдома. У березні він зробив їй офіційну пропозицію. 22 травня 1858 були відсвятковані заручини.

### Весілля та подружнє життя
Після заручин герцогська родина почала готуватися для весілля. Знов запросили кравців та швачок для підготування приданого. Готували і грошовий посаг. Батько також віддав наказ спеціально збудувати каплицю у Посенгофені.
Весілля було призначене на 24 серпня 1858 року. В цей день у Поссенгофені йшов сильний дощ.
У жовтні молодята провели медовий місяць у Ішлі. 22 грудня пара прибула до Регенсбургу, де жила родина чоловіка. Олена в той час вже була вагітна, проте виконувала всі громадські обов'язки і була присутня на різних заходах. 1 червня 1859 народилась перша донька, яку нарекли Луїза Матильда Вільгельміна Марія Максиміліана. Всього ж у подружжя було четверо дітей:
Після народження старшого сина родина переїхала із замку Таксіс до палацу кронпринца на площі Якоба в Регенсбурзі. Нове помешкання було добре оснащено технічно. Луїза росла здоровою дівчинкою, Єлизавета та Максиміліан були хворобливими дітьми. Мати дуже за них хвилювалася.
У громаді Олена користувалася великим впливом. Вона підтримувала дотримання етикету та формальне придворне життя в Регенсбурзі.
Аж раптом погіршало здоров'я чоловіка. У нього знайшли хворобу нирок і рекомендували лікування у Карлових Варах. Проте, допомога прийшла надто пізно, і 26 червня 1867 року принц помер в Регенсбурзі. Олена була шокована і в розпачі. Як і все місто, вона оплакувала чоловіка. Із Максиміліаном вона прожила майже дев'ять років.

### Подальше життя
Подальше життя Олени було присвячене вихованню дітей. Малолітній Максиміліан ставав тепер спадковим принцом. 1871-го, у дев'ятирічному віці він наслідував титул князя Турн-унд-Таксіс у свого діда. До його повноліття Олена відала всіма економічними справами родини. Не забувала вона і про благодійництво та релігійні справи. Часто навідувала монастирі. Діти успадкували побожність від матері. Єлизавета та Максиміліан померли у молодому віці. Князем, після смерті брата, став молодший син Альберт.
Олена жила у замку святого Емерама, де був похований її чоловік. Життя її було досить самотнім, хоча вона і мала власний двір. Їла вона сама, до її речей ніхто не мав права торкатися.
1888 пішов з життя батько Олени, Максиміліан Баварський. Після його смерті вона придбала замок Ґаратсхаузен, його колишнє володіння, де любила проводити час на озері. Олена планувала розширити замок та оздобити його по-новому, проте не встигла. На початку 1890 вона раптово захворіла. Лікарі діагностували невиліковну хворобу. Принцесі гіршало, вона часто марила та розмовляла із чоловіком та померлими дітьми. 16 травня 1890 року її не стало. Поховали Олену у родинному склепі в абатстві святого Емерама поруч з чоловіком та сином.
За два місяці її син Альберт пошлюбився у Будапешті із Маргаритою Клементиною Австрійською.

## Родина

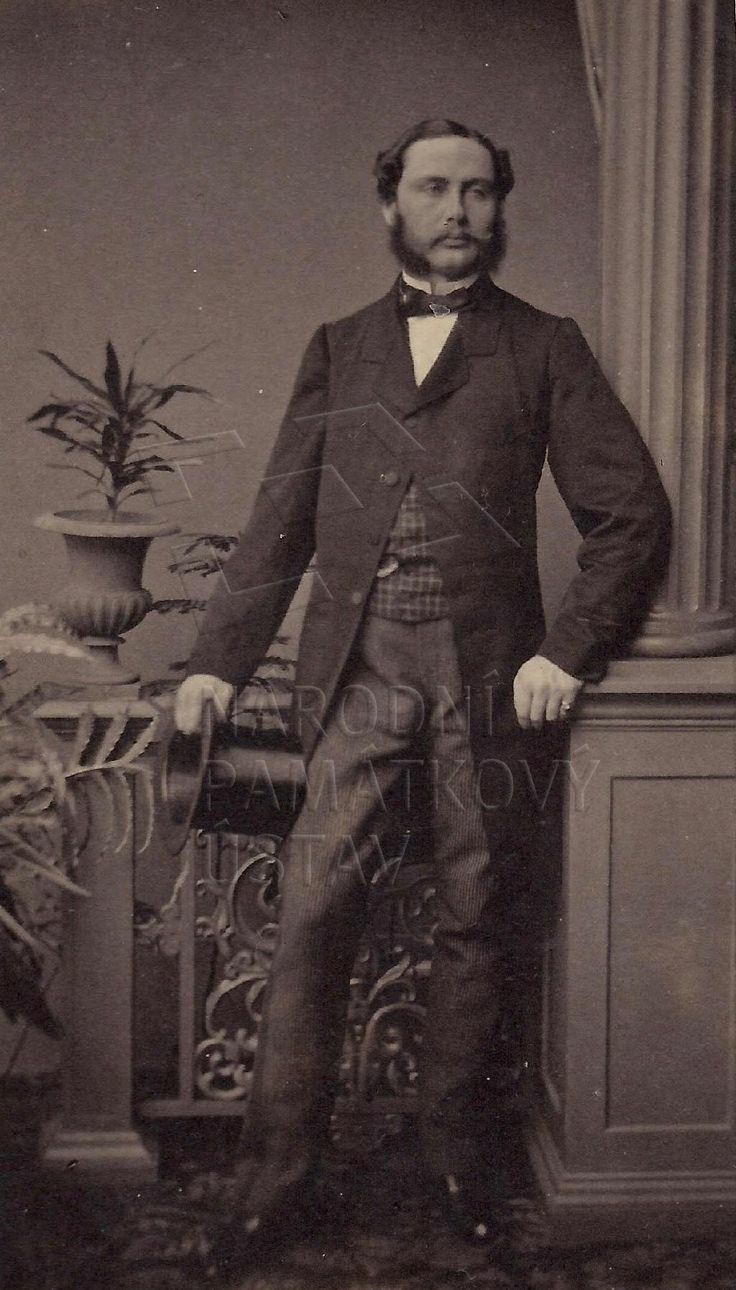
Максиміліан Антон Ламорал Турн-унд-Таксіс

Чоловік —  Максиміліан Антон Ламорал
Діти:
- Луїза (1859—1948) — була одружена з принцом Гогенцоллерн-Зігмаринен Фрідріхом, дітей не мала;
- Єлизавета (1860—1881) — була пошлюблена із претендентом на португальський престол Мігелем Браганса, мала двох синів та доньку;
- Максиміліан (1862—1885) — 7-й князь Турн-унд-Такіс, одружений не був, дітей не мав;
- Альберт (1867—1952) — 8-й князь Турн-унд-Таксіс, був одружений з Маргаритою Клементиною Австрійською, мали восьмеро дітей.